# Halcuriidae
Halcuriidae é uma família de anémona do mar pertencente à ordem Actiniaria.
Géneros:
- Carlgrenia Stephenson, 1918
- Halcurias McMurrich, 1893